# イ・ジョンヒョン (CNBLUE)
イ・ジョンヒョン（이종현、李宗泫、1990年5月15日 - ）は、韓国の歌手、俳優。バンドCNBLUEの元メンバー。ギター、ボーカルを担当していた。また作詞作曲もしている。

## 来歴
家族は両親と姉2人。4歳から8歳（数え年）まで日本（京都、大阪）で過ごす。幼少期に日本で過ごしているため、韓国に戻った当初、韓国語がうまく話せず、就学を１年遅らせて小学校に入学した。
小学校時代からテコンドーを習う。中学時代から柔道を始め、高校の時釜山地区で優勝する実力もあったが、下の階級の選手に負けたことから柔道を断念。漠然と音楽を始め、当初はピアノも学んだが、エリック・クラプトンのギター演奏を見たことがきっかけとなり、ギターを学ぶ。ソウル公演芸術高等学校卒業。
2018年8月から約2年間の兵役のため芸能活動を休止。
2019年8月28日に過去の不適切な言動で世間に物議を起こし、メンバーに迷惑をかけるとして本人の意思でCNBLUEを脱退。

## エピソード
韓国でのデビュー前、メンバーとともにバンド修行のため日本に音楽留学。日本活動時はリーダーだったが、韓国デビューと同時にチョン・ヨンファにリーダーが変更。
またチームの中でBurningというイメージをもっており、1月6日にのメンバーの中で最初にティーザーが公開された。ティーザー公開して、1月14日にアルバム発売とショーケースを始まりに韓国での歌手活動を始めた。イ・ジョンヒョンは、チョン・ヨンファと同様に、のいくつかの曲に作詞と作曲をして音楽活動を活発にしている。 2010年秋には映画『アコースティック』にドラム担当のカン・ミンヒョクと一緒に出演して演技に挑戦した。
2019年8月28日に自身の過去の不適切な言動からメンバーに迷惑をかけるとしてCNBLUEを脱退。本人の過ちに対する謝罪の気持ち、メンバーに迷惑をかけたくないという気持ち、自分を信じてくれた人に対して失望させてしまったお詫びの気持ちの文章が事務所から発表されている。

## 作品

### アルバム
- 「SPARKLING NIGHT」（2016年７月）

　　1. SHINE DROP　2. Pina Colada　3. Moonlight Swing　4. Smile　5. I just need a...　6. I LOVE YOU　7. Nothing　8. Hate you　9. Call Me　10. Show Me More
- 「METROPOLIS」（2018年1月）

　　1. Intro　2. Starry Places　3. HEAD TRIP　4. SHINE　5. ひかりのまちで　 6. Cry to Happy　7. Time Machine　8. Killing Me Softly　9. Still In My Heart

### 参加アルバム
- デュエットアルバム　「Romantic J」　feat.JUNIEL(2013年12月）

### 作詞・作曲
- 日本の二番目ミニアルバム『VOICE』
  - Never Too Late（作詞と作曲）
- 日本初の正規アルバム『ThankU』
  - a.ri.ga.tou（作詞と作曲）
- 日本 インディーズ時代1stシングル『The Way』
  - Eclipse（作曲）
- 日本　インディーズ時代2ndシングル『I don’t know why』
  - Lie（作詞と作曲）
- 日本　インディーズ時代3rdシングル『RE-MAINTENANCE』
  - Kimio（作詞と作曲）
- 韓国初の正規アルバム『First Step』
  - 愛は雨に乗って（作曲）
- 韓国の1stリパッケージアルバム『First Step 1 Thank You』
  - そうだよ（作詞と作曲）

### OST
- 2012年 My Love (紳士の品格）
- 2012年　Get Away （ゴシップガール3のエンディングテーマに選ばれた）

### デュエット
- 愛が降る　feat.JUNIEL(2013年12月）
- 実はさ　feat. Melody Day（2014年8月）

## ライブ・イベント

### コンサートツアー
| 日程      | タイトル                                                                 | 会場 |
| --------- | ------------------------------------------------------------------------ | --- |
| 2016年8月 | イ・ジョンヒョン1st Solo Concert in Japan～Welcome to SPARKLING NIGHT～" | 8月9日・10日グランキューブ大阪（大阪） 8月13日センチュリーホール（愛知） 8月17日・18日東京国際フォーラム ホールA（東京） |
| 2018年2月 | LEE JONG HYUN Solo Concert in Japan ーMETROPOLISー"                      | 2月1日・2日パシフィコ横浜国立大ホール（神奈川） 2月12日・13日グランキューブ大阪（大阪）                                  |

### ファンミーティング
| 日程      | タイトル                                                                | 会場                                      |
| --------- | ----------------------------------------------------------------------- | ----------------------------------------- |
| 2015年8月 | LEE JONG HYUN From CNBLUE 1st FAN MEETING IN JAPAN～Burning STUDIO II～ | 8月2日 東京国際フォーラム ホールA（東京） |

## 出演

### 映画
- アコースティック - EP2.パン屋襲撃事件（2010年10月28日公開）
- 生きる街　(2018年3月3日公開)ドヒョン役

### ドラマ
- 紳士の品格（2012年、SBS） - コリン役
- 思春期メドレー（2013年、KBS） - ヤン・ヨンウン役
- オレンジ・マーマレード（2015年、KBS） - ハン・シフ役
- マイ・オンリー・ラブソング（2017年、Netflixウェブドラマ） - オンダル役
- キミに猛ダッシュ〜恋のゆくえは?〜（2017年、KBS） - チュ・ヨンチュン役
- その男、オ・ス（2018年、OCN） - オ・ス役

### バラエティ
- 強心臓(2012年、SBS)
- GO Show 目立つ者が勝利する編(2012年、SBS)
- チョンダムドン111（2014年、tvN)
- 私たち結婚しました（2015年、MBC）コン・スンヨンと仮想夫婦
- ドキドキインド（2015年、KBS2）
- ハッピーサンデー－1泊2日（2017年、KBS 2TV）ゲスト出演

### MC
- THE SHOW　ALL ABOUT K-POP（2013年、SBS)Girl's Dayのユラとヘリと

### イベント参加
- DKNY 2012 F/Wコレクション(2012年）
- rouge＆lounge(2013年）
- LANVIN SPORTS(2014年）
- LUCKY CHOUETTE　2015年春夏コレクション(2014年）

### 音楽番組
- 第22回 High 1 ソウル歌謡大賞(2013年12月）

## 受賞歴
- 2013年　第22回 ソウル歌謡大賞　OST賞（紳士の品格）